# Vlatko Lozanoski
Vlatko Lozanoski (en macédonien : Влатко Лозаноски), dit Lozano (Лозано), né le 27 juin 1985 à Kičevo, est un chanteur macédonien.

## Biographie
Vlatko Lozano a commencé sa carrière en 2007 en participant à des concours de chant (Mak Dzvezdi, puis Dzvezda Nok, pour lequel il remporte le Grand Prix avec son premier single, Vrati Me). Ensuite, il sort son premier album en 2010 puis participe à d'autres concours, au Monténégro, en Biélorussie et en Moldavie et tente deux fois sa chance pour représenter la Macédoine à l'Eurovision, en 2009 et 2010. À chaque fois, il finit à la quatrième place.
Le 28 décembre 2012, il est choisi pour représenter la Macédoine au Concours Eurovision de la chanson 2013 à Malmö, en Suède en duo avec la chanteuse Esma Redžepova où ils interpréteront la chanson Pred da se razdeni (Пред да се раздени).

## Discographie

### Albums
- Lozano (2010)
- Preku sedum morinja (2012)

### Récompenses
- Zvezdena Nok Radiski Festival, Ohrid (2008) – Grand Prix
- MakFest, Štip (2008) – Grand Prix et meilleure révélation
- Skopje Fest (sélection pour le représentant à l'Eurovision) (2009) – 4e place
- Pjesma Mediterana, Budva, Monténégro (2009)
- Slavianski Bazaar,  Vitebsk, Biélorussie (2009) – 2e place
- Golden Wings, Chişinau, Moldavie (2009) – 2e place et meilleur interprète masculin
- MARS Radiski Festival, Skopje (2009)
- Skopje Fest (sélection pour le représentant à l'Eurovision) (2010) – 4e place
- Sea Songs, Sébastopol, Ukraine (2010) – 4e place